# Anaxyrus exsul
Espèce
Synonymes
- Bufo exsul Myers, 1942

Statut de conservation UICN

 VU D2 : Vulnérable
Anaxyrus exsul est une espèce d'amphibiens de la famille des Bufonidae. Elle est parfois encore appelée Bufo exsul. Ce crapaud ne vit qu'en Californie aux États-Unis.

## Description

### Reproduction
La ponte a lieu entre mars et avril, dans des zones d'eau calme et peu profonde. Une seule ponte contient souvent de 120 à 150 œufs. Les têtards réalisent leur métamorphose en adulte vers le mois de juin.

### Rythme de vie
Anaxyrus exsul est actif du début du printemps à la fin de l'automne mais passe les périodes les plus froides en hibernation. Durant sa période active, il est essentiellement diurne, mais il peut devenir nocturne au cours des périodes les plus chaudes.

## Distribution et habitat

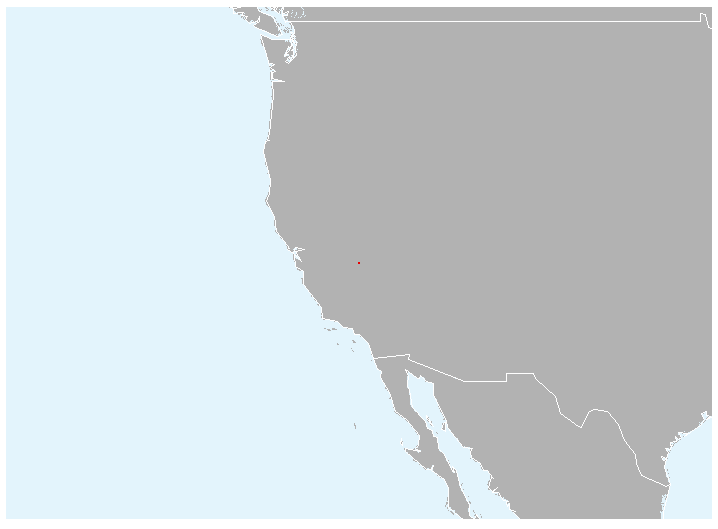
Distribution

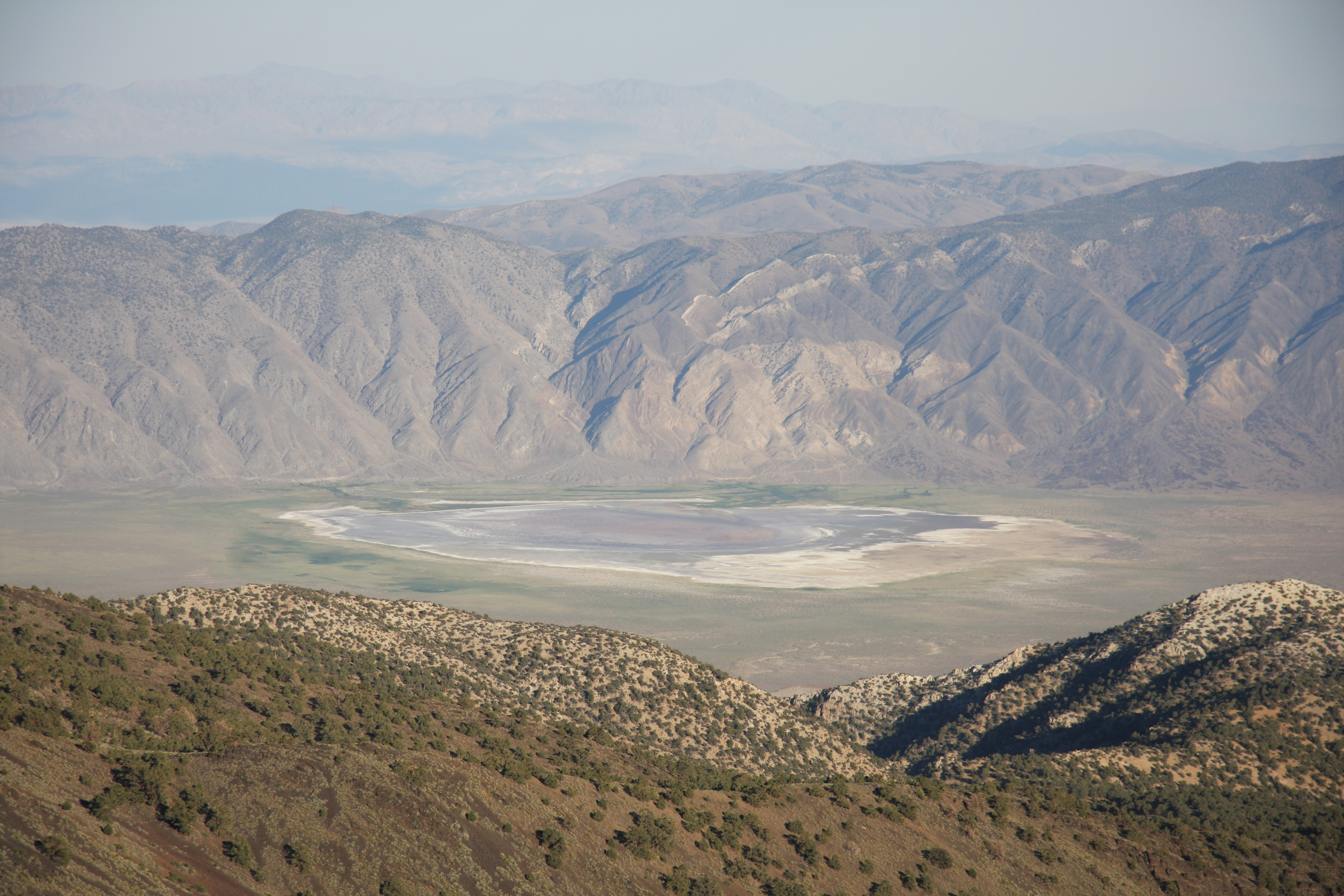
La vallée de Deep Springs est l'habitat naturel exclusif dAnaxyrus exsul

Cette espèce est endémique du comté d'Inyo en Californie, aux États-Unis. Son aire de répartition naturelle est très restreinte, puisqu'elle se limite exclusivement à la vallée de Deep Springs.
Au sein de cette vallée, Anaxyrus exsul est relativement commun et se rencontre dans plusieurs sources alimentant le lac Deep Springs ou à proximité, ainsi que dans les étangs et prairies humides du fond de la vallée. Très inféodé à l'eau, il requiert la proximité d'une source d’eau permanente. Il vit à des altitudes variant de 1515 à 1 580 m, correspondant aux zones basses de la vallée.

## Publication originale
- Myers, 1942 : The black toad of Deep Springs Valley, Inyo County, California. Occasional Papers of the Museum of Zoology University of Michigan, no 460, p. 1-19 (texte intégral).